# Turbo (Colombia)
Turbo es un distrito de Colombia localizado en la subregión de Urabá en el departamento de Antioquia, siendo el municipio más grande de este departamento con una extensión de 3055 ². Se encuentra a 326 km desde Medellín, capital departamental. Limita al norte con el Golfo de Urabá, Necoclí y Arboletes, al oriente con San Pedro de Urabá y Valencia (Córdoba), al suroriente con Apartadó, Carepa y Chigorodó, al sur con Mutatá y al occidente con Riosucio y Unguía (ambas en el Chocó).
Fue declarado por ley de la república 1883 de 2018 como Distrito especial portuario, logístico, industrial, turístico y comercial.

## Toponimia
Turbo recibió su nombre por lo turbio del color del agua del golfo de Urabá en respuesta a la desembocadura del Río Atrato.

## División Político-Administrativa
El Distrito de Turbo se encuentra organizado en las siguientes Localidades:
| Localidad                | Centros Poblados                                         | Veredas |
| I - Agrícola y Portuaria | - Currulao - Nueva Colonia - Nuevo Antioquia - Ríogrande | Aguas Frías, Ahuyama, Ahuyamita, Arcua Arriba, Arcua Central, Bocas de Limón, Bocas de Tio López, California, Calle Larga, Caraballo, Caraballito, Comunal La Suerte, Comunal San Jorge, Coquitos, El Limón, El Recreo, El Venado, Gustavo Mejía, Hacienda Currulao, Honduras, La Arenera, La Carbonera, La Cucaracha, La Piña, La Pola, La Rosita, La Teca, La Tempestad, Las Flores, Las Monas, León Abajo, Los Manatíes, Los Mangos Medios, Nueva Esperanza, Nueva Unión, Oviedo, Palos Blancos, Playa Larga, Pueblo Galleta, Puerto Cesar, Puerto Voy, Punto Rojo, San Marcanda, Santa Fe de los Mangos, Santa Rosa, Suriqui, Tio Gil y Zabaleta. |

Aún falta por constituir las próximas localidades en esta nueva organización administrativa territorial con los siguientes centros poblados (además, de la cabecera municipal):
Centro
- Turbo (Cabecera municipal)

- Amstercol I y II
- Casanova
- Codelsa
- El Tres
- Guadualito
- Las Garzas
- Siete de Agosto
- Villa María

Norte
- Altos de Mulatos
- Los Enamorados
- Makencal
- Nueva Granada
- Pueblo Bello
- San José de Mulatos
- San Vicente del Congo
- Santiago de Urabá
- Sinaí

Litoral y Atrato
- Bocas del Atrato
- Cirilo
- El Dos
- El Porvenir
- El Roto
- Lomas Aisladas
- Piedrecitas
- Puerto Rico
- Punta de Piedra
- Tié

## Historia
Se lo ha conocido también como Pisisí y como Bodega Pisisí. Recibe el apelativo de la Tierra del cangrejo y el banano, por la abundancia de estos dos recursos.

### Época hispánica
La historia de Turbo comenzó con la llegada de los conquistadores españoles al golfo de Urabá en 1501. Formaron parte de estas expediciones Rodrigo de Bastidas y Juan de la Cosa. Después de una importante secuencia de enfrentamientos indígenas, la zona fue abandonada a su suerte durante varios siglos. A finales del siglo XVIII, la zona ganó prosperidad ante la reactivación del comercio.

### Fundación y desarrollo
El 28 de agosto de 1840, el entonces presidente José Ignacio de Márquez aprobó la creación de Turbo. Siete años después, bajo la administración de Tomás Cipriano de Mosquera, fue elevado a la categoría de distrito parroquial. En 1848, el municipio quedó bajo la jurisdicción de la Provincia de Antioquia aunque en 1850 pasó al Chocó y seis años más tarde, a la jurisdicción del Estado Soberano del Cauca. En 1910, se reintegró definitivamente en Antioquia.
Hacia 1908, la extensión de Turbo era mucho más grande que la actualidad, tanto que casi cubría la subregión del Urabá a excepción de Mutatá (en ese entonces Pavarandocito), pero el 27 de abril de 1915 el corregimiento de Chigorodó se separó de manera oficial, luego en julio de 1958 el corregimiento de Arboletes se convierte en municipio, más tarde 30 de noviembre de 1967 el corregimiento de Apartadó se elevó a categoría de municipio, luego 28 de noviembre de 1977 el corregimiento El Pirú se proclama como municipio, siguió con Necoclí el 28 de noviembre de 1978, mientras que San Juan de Urabá y Carepa fueron de orígenes diferentes, el primero se separó de Arboletes en 1986 y el segundo dejó de ser corregimiento de Apartadó desde 1983.
El 4 de marzo de 1988 ocurrieron unas series de masacres de las fincas bananeras de Honduras y La Negra, en Currulao, que dejaron como víctimas a 20 trabajadores, en su mayoría miembros del Sindicato de Trabajadores Agrarios, y que le habían sido originalmente asignados a Martha Lucía González Rodríguez, cuyo padre Álvaro González fue asesinado y fue exiliada. Producto de estas masacres en Urabá, en julio de 1991 fueron condenados a 20 y 30 de cárcel los paramilitares Ricardo Rayo, Mario Zuluaga Espinal, Henry Pérez y Fidel Castaño. Además investigaba casos de lavado de dinero, contra Pablo Escobar del Cartel de Medellín.
En enero de 2018, el municipio de Turbo se niveló a Distrito Portuario, Logístico, Industrial, Turístico y Comercial de Colombia mediante la ley 1883 de 2018.
El 12 de mayo de 2019 inicia la construcción de puerto Pisisí en la bahía de Turbo, una alianza público-privada entre el gobierno colombiano y la empresa surcoreana Hyundai.
En abril de 2022 fue iniciada la construcción de puerto Antioquia, un terminal multipropósito que busca acercar el interior del país a la actividad portuaria, y a su vez acercar la economía colombiana a las principales rutas marítimas de mercado.

## Generalidades
- Fundación: 28 de agosto de 1840 por Baltasar de Casanova
- Apelativos: Puerto del Urabá, Tierra Próspera y Bendita, La Mejor Esquina de América.
- Clima:
  - Temperatura máxima: 35 °C.
  - Temperatura mínima: 22 °C.

## Demografía
- Población total: 124 552 (2018)[2]
  - Población urbana: 48 787
  - Población rural: 75 765

- Alfabetismo: 81,0 % (2005)[7]
  - Zona urbana: 87,2 %
  - Zona rural: 77,0 %

### Grupos étnicos
Según las cifras presentadas por el DANE del censo 2005, la composición étnica del municipio es:
- Negros (77 %)
- Mestizos y blancos (21 %)
- Indígenas (2 %)

## Geografía

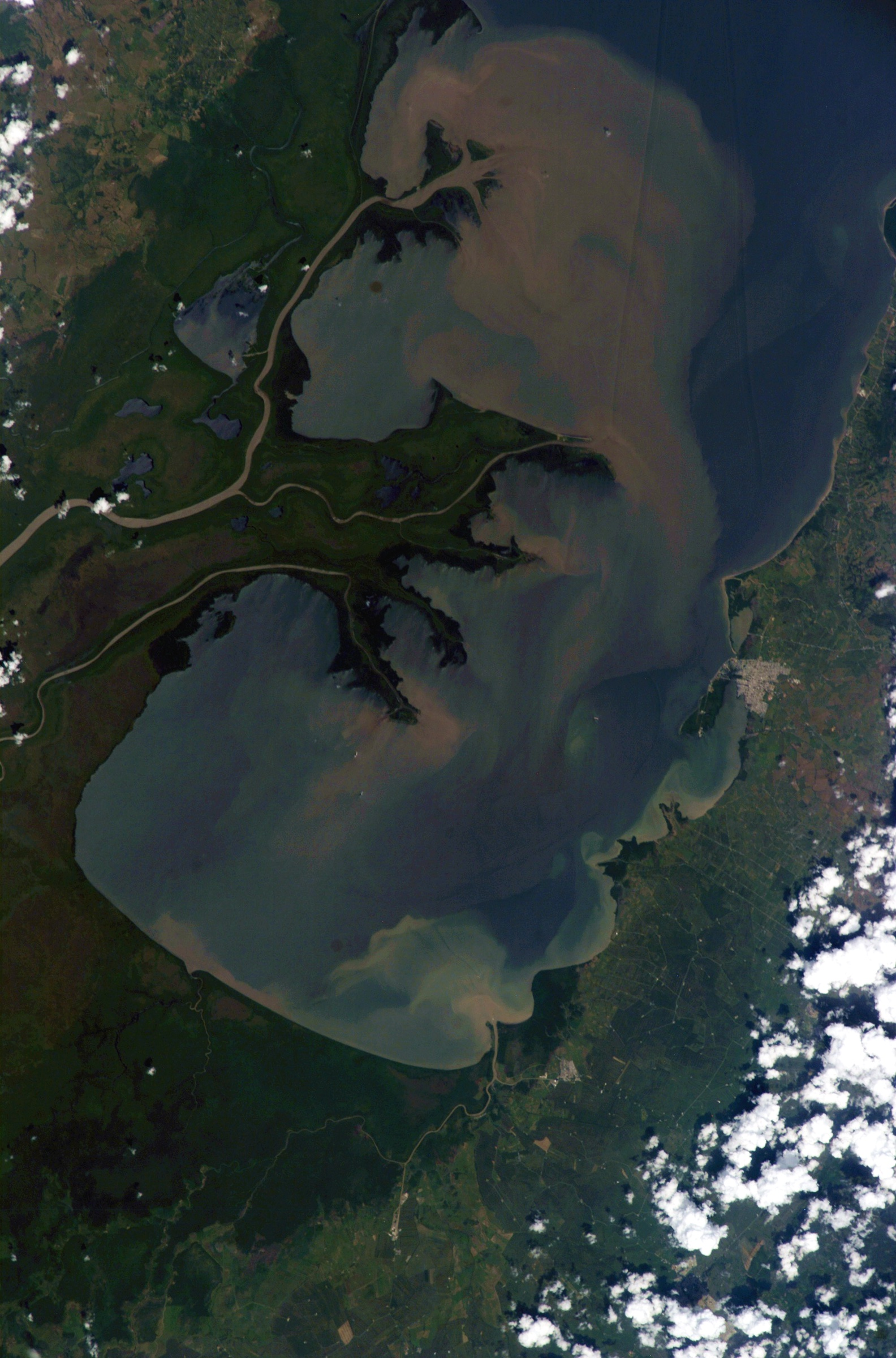
El área urbana de Turbo, mostrada aquí como una pequeña mancha gris en la parte derecha de la imagen, se encuentra en la costa oriental del Golfo de Urabá, frente a las bocas del río Atrato.

El municipio de Turbo se encuentra localizado al norte del departamento de Antioquia, en la llamada zona del Urabá antioqueño. El municipio se encuentra bañado por el mar Caribe y el río Atrato. Tiene una extensión de 3055 ².

### Límites
| Noroeste: Mar Caribe        | Norte: Necoclí | Nordeste: Arboletes                                       |
| Oeste: Unguía ( Chocó)      |                | Este: San Pedro de Urabá, Tierralta ( Córdoba) y Apartadó |
| Suroeste: Riosucio ( Chocó) | Sur: Mutatá    | Sureste: Carepa y Chigorodó                               |

## Economía
El municipio vive principalmente de la explotación agrícola; las plantaciones de banano y plátano son la actividad principal, la que más personas ocupa y la que más divisas genera; en los últimos cuatro años, la actividad se ha visto desfavorecida por la revaluación del peso colombiano frente al dólar, lo que disminuye fuertemente los ingresos de la zona. Algunas otras actividades primarias son la explotación de la selva chocoana, la pesca y la ganadería extensiva.

### Puerto de Turbo
Desde el año 1997, año en que se hizo un estudio de factibilidad para construir un puerto en el municipio de Turbo, se están buscando los recursos necesarios para su realización. Este ha sido incluido como uno de los proyectos estratégicos de desarrollo del departamento de Antioquia y de toda Colombia, el cual cambiará e impulsará enormemente la economía del municipio.

## Movilidad
La ciudad cuenta con un puerto de pasajeros que tras su modernización se comunica vía acuática con el departamento del Chocó y los países centroamericanos y está comunicada con las demás poblaciones del golfo de Urabá y de la cuenca del Atrato por medio de embarcaciones de menor tamaño.
Por vía terrestre esta comunicada por el norte con los demás municipios y ciudades del Caribe colombiano a través de la Ruta Nacional 90 y por el sur está comunicada por la Ruta Nacional 62 con Apartadó y los demás municipios y ciudades del interior del país.
A nivel interno al ser el municipio más grande de todo el departamento de Antioquia cuenta con vías principales y secundarias que comunican a su cabecera municipal con sus centros poblados y veredas que a este pertenecen, en la zona urbana cuenta con servicio de taxis y la gran mayoría de sus pobladores se transportan en motocicleta.
Además se espera la remodelación del Aeropuerto Gonzalo Mejía, ya usado en su pasado por extintas aerolíneas como TAVINA con conexiones a Barranquilla y Cartagena.

## Patrimonio
- Parque nacional natural de Los Katíos compartiendo con Unguía (Chocó).
- Parque Aquarium Central (años 1990-2006) o Urapark (2022-2023) en la vía Turbo-Necoclí (Sector abandonado entre 2006-2022 y desde 2023).
- Bahía de Turbo (Entre los barrios Punta las Vacas, Las Flores, Gaitán, Obrero y Brisas del Mar).
- Desembocadura del río Atrato en el centro poblado Bocas del Atrato (La razón de su color turbio del agua).
- Playas de Turbo (Se encuentra antes del inhabilitado Aeropuerto Gonzalo Mejía, tuvo fama hasta 2016 con la inauguración de Playa Dulce).
- Playas recreacionales La Martina (el sitio fue un lugar recreativo, también es conocido porque sus playas conectan con el restaurante campestre Simona del Mar, perdiendo popularidad actualmente).
- Zona Rosa (Ubicada entre los barrios de Jesús Mora y Baltazar, es un importante sitio de bares, licoreras y clubes nocturnos).
- Resguardo indígena de Caimán Nuevo (se encuentra entre el límite con Necoclí).
- El Waffe (En el barrio Gaitán, es un viejo pero transitado puerto de mercancías que vienen de otros departamentos, incluso de otros países).
- Manglares (Lo más representativo del distrito en cuanto a naturaleza).
- Puerto Antioquia (Desde el año 2011 se tiene idea de un gran puerto modernizado para tránsito de grandes buques nacionales o internacionales para reemplazar el Waffe).
- Playa Dulce (El sitio que originalmente fue una zona restringida hasta el 2016, cuando le expandieron la arena y lo modernizaron, también sirvió de reemplazo a la antigua playa de Turbo ubicada antes de punta de la vacas, se encuentra en el barrio Santa Fe).
- Calle de la Sabrosura (En respuesta a la pandemia de 2020, muchas personas quedaron desempleadas, así que tuvieron que hacer sus propios negocios de gastronomía para salvar su economía, y ahora se convirtió en un punto importante de gastronomía desde 2022, se encuentra entre los barrios de Juan XXIII).
- Parque del Caporo (Fue un abandonado parque hasta el 2019 cuando se construyó una estatua dedicada al caporo, se ubica al lado de la Calle de la Sabrosura).

## Educación
El municipio de Turbo se encuentra certificado en Educación lo que quiere decir que cumple con la capacidad técnica, administrativa y financiera para administrar de manera autónoma el sistema educativo en su territorio. El Distrito se cuenta con 36 establecimientos educativos oficiales, que incluyen 179 sedes, de las cuales 47 corresponden al sector rural y 18 sector urbano; en cuanto a los establecimientos educativos no oficiales se cuenta con 10. en lo que corresponde a la educación básica y media.
Respecto a la educación superior, el municipio cuenta con oferta de educación pública y privada, entre ellas se puede encontrar la sede de "Ciencias del Mar" de la Universidad de Antioquia.

## Fiestas
- Festival del Dulce (Semana Santa).
- Día de la Antioqueñidad (11 de agosto).
- Carnaval de las etnias y el Mangle (Festival de bullarengue, Reinado popular de las etnias y el mangle, Fiesta Paisa (incluye cabalgata y concierto), el reto del cangrejo azul, Caripazifico, Turbo Color Festival, Reinado nacional del Banano y el Plátano, Festival de acordeones Simón Simanca y concierto Final) (del 5 al 15 de octubre).
- Cumpleaños de Turbo (28 de agosto).
- Carnaval Novembrino (11 de noviembre).

## Personajes
- Luis Carlos Perea (Turbo, Antioquia, 29 de diciembre de 1963) es un exfutbolista colombiano que jugaba como defensa central.
- Carlos Castro Herrera (n. Turbo, Antioquia, Colombia; 17 de agosto de 1970) es un exfutbolista colombiano. Jugaba de delantero. Se destacó por ser goleador en dos ocasiones de la Categoría Primera A colombiana.
- David Palmer.
- John Jairo "la Turbina" Tréllez (Turbo, Antioquia, Colombia; 29 de abril de 1968) es un exfutbolista colombiano que jugaba de delantero.
- Luis Amaranto Perea.